# الطوال
الطوال (به عربی: الطوال) یک منطقهٔ مسکونی در عربستان سعودی است که در استان جازان واقع شده‌است.